# Vale (Oregon)
Vale az Amerikai Egyesült Államok északnyugati részén, Oregon állam Malheur megyéjében helyezkedik el, egyben a megye székhelye is. A 2010. évi népszámláláskor 1874 lakosa volt. A város területe 2,95 km², melynek 100%-a szárazföld.

## Történet
A közösség az oregoni ösvény első megállója volt. Az azonos nevű postahivatalt 1883 februárjában hozták létre, városi rangot pedig 1889. február 21-én kapott a település; végül a kisvárosból 1905-ben lett nagyváros.

## Éghajlat
A város éghajlata a Köppen-skála szerint félszáraz (BSk-val jelölve). A legcsapadékosabb a november–január, a legszárazabb pedig a július–október közötti időszak. A legmelegebb hónap július, a leghidegebb pedig január.
Az eddigi legtöbb csapadék 1998 májusában esett (141,5 mm), a július–október közötti időszakban pedig többször is előfordult már, hogy semennyi csapadék sem hullott. Annak ellenére, hogy október közepe és április közepe között gyakori a fagypont alatti hőmérséklet, a havazás ritka; a leghavasabb hónap december, amikor átlagosan 14,2 cm esik. A legnagyobb egybefüggő hóréteg az 1989 februárjában mért 46 centiméter volt; az egy hónap alatt lehullott mennyiség az 1975 januárjában esett 41 centiméter volt.
| Hónap                         | Jan.  | Feb.  | Már.  | Ápr.  | Máj. | Jún. | Júl. | Aug. | Szep. | Okt.  | Nov.  | Dec.  | Év    |
| ----------------------------- | ----- | ----- | ----- | ----- | ---- | ---- | ---- | ---- | ----- | ----- | ----- | ----- | ----- |
| Rekord max. hőmérséklet (°C)  | 16,1  | 19,4  | 27,2  | 33,3  | 38,9 | 41,1 | 43,3 | 43,3 | 38,3  | 32,8  | 23,9  | 18,9  | 43,3  |
| Átlagos max. hőmérséklet (°C) | 1,7   | 6,7   | 13,3  | 17,8  | 23,3 | 28,3 | 33,9 | 32,8 | 26,7  | 17,8  | 8,3   | 2,2   | 17,8  |
| Átlaghőmérséklet (°C)         | −2,0  | 1,4   | 7,0   | 10,3  | 15,6 | 20,0 | 24,5 | 23,1 | 17,3  | 10,0  | 3,1   | −7,8  | 10,3  |
| Átlagos min. hőmérséklet (°C) | −5,6  | −3,9  | 0,6   | 2,8   | 7,8  | 11,7 | 15,0 | 13,3 | 7,8   | 2,2   | −2,2  | −6,1  | 3,7   |
| Rekord min. hőmérséklet (°C)  | −33,3 | −30,6 | −13,9 | −10,0 | −6,1 | −6,7 | 2,2  | −1,1 | −7,2  | −14,4 | −25,6 | −32,8 | −33,3 |
| Átl. csapadékmennyiség (mm)   | 27    | 22    | 25    | 21    | 30   | 22   | 10   | 7    | 12    | 17    | 27    | 37    | 257   |
| Forrás: The Weather Channel   |       |       |       |       |      |      |      |      |       |       |       |       |       |

## Népesség

### 2010
A 2010-es népszámláláskor a városnak 1874 lakója, 669 háztartása és 441 családja volt. A népsűrűség 635,3 fő/km2. A lakóegységek száma 754, sűrűségük 255,6 db/km2. A lakosok 86,7%-a fehér, 0,3%-a afroamerikai, 1,3%-a indián, 0,4%-a ázsiai, 0,3%-a a Csendes-óceáni szigetekről származik, 8,2%-a egyéb, 2,8%-a pedig kettő vagy több etnikumú. A spanyol vagy latino származásúak aránya 23,4% (20,7% mexikói, 0,4% Puerto Ricó-i,  2,3% egyéb spanyol vagy latino származású.)
A háztartások 38,1%-ában élt 18 évnél fiatalabb. 47,8% házas, 12% egyedülálló nő, 6,1% egyedülálló férfi, 34,1% pedig nem család. 28,7% egyedül élt; 13,9%-uk 65 éves vagy idősebb. Egy háztartásban átlagosan 2,64 személy élt; a családok átlagmérete 3,27 fő.
A medián életkor 33,4 év volt. A város lakóinak 29%-a 18 évesnél fiatalabb, 10,4% 18 és 24 év közötti, 24,8%-uk 25 és 44 év közötti, 19,7%-uk 45 és 64 év közötti, 16,4%-uk pedig 65 éves vagy idősebb. A lakosok 50,5%-a férfi, 49,5%-a pedig nő.

### 2000
A 2000-es népszámláláskor  a városnak 1976 lakója, 658 háztartása és 488 családja volt. A népsűrűség 669,8 fő/km2. A lakóegységek száma 724, sűrűségük 245,4 db/km2. A lakosok 82,5%-a fehér, 0,2%-a afroamerikai, 1,4%-a indián, 0,8%-a ázsiai, 0,1%-a a Csendes-óceáni szigetekről származik, 12%-a egyéb-, 3,1%-a pedig kettő vagy több etnikumú. A spanyol vagy latino származásúak aránya 24,8% (20,2% mexikói,  0,1% kubai, 4,6% pedig egyéb spanyol/latino származású.)
A háztartások 40,9%-ában élt 18 évnél fiatalabb. 57% házas, 12,8% egyedülálló nő; 25,8% pedig nem család. 22,6% egyedül élt; 12,3%-uk 65 éves vagy idősebb. Egy háztartásban átlagosan 2,83 személy élt; a családok átlagmérete 3,32 fő.
A város lakóinak 31,2%-a 18 évesnél fiatalabb, 6,6% 18 és 24 év közötti, 26,7%-uk 25 és 44 év közötti, 18,1%-uk 45 és 64 év közötti, 14,2%-uk pedig 65 éves vagy idősebb. A medián életkor 32,3 év volt. Minden 100 nőre 99,6 férfi jut; a 18 évnél idősebb nőknél ez az arány 97,1.
A háztartások medián bevétele 27 065 amerikai dollár, ez az érték családoknál $33 355. A férfiak medián keresete $27 176, míg a nőké $22 250. A város egy főre jutó bevétele (PCI) $11 943. A családok 15,6%-a, a teljes népesség 20%-a élt létminimum alatt; a 18 év alattiaknál ez a szám 27,8%, a 65 évnél idősebbeknél pedig 12,2%.

## Közlekedés
A városban irányonként naponta egyszer megáll a Bend és Ontario között közlekedő Eastern POINT InterCity-busz.
A településtől 1,6 km-re délnyugatra fekszik a Miller repülőtér.

## Fordítás
Ez a szócikk részben vagy egészben  a   Vale, Oregon című angol Wikipédia-szócikk ezen változatának fordításán alapul.  Az eredeti cikk szerkesztőit annak laptörténete sorolja fel. Ez a jelzés csupán a megfogalmazás eredetét és a szerzői jogokat jelzi, nem szolgál a cikkben szereplő információk forrásmegjelöléseként.